# Conde de Northumberland
Conde de Northumberland é um título nobiliárquico que foi criado diversas vezes no Pariato da Inglaterra e da Grã-Bretanha, sucedendo o título de Conde da Nortúmbria. Seus detentores mais famosos são a Família Percy (também conhecida como Perci), que foi a família nobre mais poderosa do norte da Inglaterra durante grande parte da Idade Média. Os herdeiros da família Percy, por meio de uma linhagem feminina, foram finalmente feitos Duques de Northumberland em 1766 e continuam a deter o condado como um título subsidiário. 

## Lista de titulares

### Condes de Northumberland, primeira criação (1377)
- Henry Percy, 1.º Conde de Northumberland (1341–1408) (obtido em 1405)
  - Sir Henry Percy, também chamado de Harry Hotspur KG (c. 1365–1403) , herdeiro aparente

### Condes de Northumberland, segunda criação (1416)
- Henry Percy, 2.º conde de Northumberland (1394–1455), neto de Henry (1341–1408) e filho de "Hotspur"
- Henry Percy, 3.º conde de Northumberland (1421–1461), (perdido em 1461), filho de Henry 2º conde

### Conde de Northumberland, terceira criação (1464)
- John Neville, Conde de Northumberland, (1.º Marquês de Montagu) (1431–1471), (1464–1470 libertado)

### Condes de Northumberland (1416, continuação)
- Henry Percy, 4.º Conde de Northumberland (1449–1489) (restaurado em 1470–1473), filho de Henry 3.º
- Henry Algernon Percy, 5.º Conde de Northumberland (1478–1527), filho de Henry 4.º
- Henry Percy, 6.º Conde de Northumberland (1502–1537), filho de Henry 5.º, morreu sem filhos
- Thomas Percy, 7.º conde de Northumberland (1528–1572) (pai obtido, restaurado em 1557), neto de Henrique V
- Henry Percy, 8.º conde de Northumberland (1532–1585), também neto de Henry 5.º, irmão mais novo de Thomas
- Henry Percy, 9.º Conde de Northumberland (1564–1632), filho de Henry 8.º
- Algernon Percy, 10.º conde de Northumberland (1602–1668), filho de Henrique 9.º
- Josceline Percy, 11.º Conde de Northumberland (1644–1670), filho de Algernon, morreu deixando apenas uma filha, então o Condado foi extinto

Várias referências usam pelo menos três sequências diferentes de números para os Condes; as mostradas aqui são aquelas usadas nos artigos individuais sobre os 12 Condes. A principal diferença surge da questão de saber se Henrique (1394–1455) foi o primeiro como uma nova criação ou o segundo como uma restauração dos direitos de seu avô, Henrique (1341–1408). Além disso, há algum debate sobre se o 7º Conde foi restaurado à criação anterior ou recebeu uma nova criação.

### Condes de Northumberland, quarta criação (1674)
- George FitzRoy, Conde de Northumberland (1665–1716) (tornou-se Duque de Northumberland em 1683; extinto)

### Condes de Northumberland, quinta criação (1749)
- Algernon Seymour, 7.º Duque de Somerset (1684–1750), neto da linhagem feminina e herdeiro do 11º Conde da criação de 1416
  - Elizabeth Percy née Seymour (1716–1776), filha única do 1º Conde, casou-se com Sir Hugh Smithson
- Hugh Percy, 2.º Conde de Northumberland (1714–1786), mudou seu nome para Percy quando herdou o Condado de Northumberland de seu sogro por resíduo especial; tornou-se Duque de Northumberland em 1766

A linha continua com os Duques de Northumberland (terceira criação).